# Inlinehockeynationalmannschaft der Vereinigten Staaten
Die Inlinehockeynationalmannschaft der Vereinigten Staaten repräsentiert den US-amerikanischen Verband (USA Hockey Inline) auf internationaler Ebene, wie bei der IIHF Inlinehockey-Weltmeisterschaft. Aktueller Trainer ist Darran Turcotte.
Die Mannschaft der Vereinigten Staaten ist der Rekord-Weltmeister der IIHF. Sie gewannen bereits fünfmal die Inlinehockey-Weltmeisterschaft (1996, 1997, 1999, 2004, 2006). Jedoch gingen sie bei den beiden letzten Turnieren ohne Medaille nach Hause, so verloren sie bei der Weltmeisterschaft 2008 das Spiel um Platz 3 gegen Deutschland mit 7:8.

## Kader
Kader  bei der IIHF Inlinehockey-Weltmeisterschaft vom 1. Juni bis 7. Juli 2014 in Pardubice, Tschechien.
| 35      | Jerry Kuhn       | Krefeld Pinguine             |
| 18      | Zachary Lane     |                              |
| Abwehr  |                  |                              |
| 22      | Derrick Burnett  | Orlando Solar Bears          |
| 4       | Peter Kavaya     |                              |
| 71      | Cody Kettler     |                              |
| 53      | Patrick Lee      |                              |
| 5       | Rafael Rodriguez |                              |
| 14      | Greg Thompson    |                              |
| Angriff |                  |                              |
| 79      | Junior Cadiz     |                              |
| 9       | Travis Noe       |                              |
| 92      | Kyle Novak       | Western Michigan University  |
| 17      | John Siemer      | Northern Michigan University |
| 7       | Tyler Spezia     | Youngstown Phantoms          |
| 21      | Matt White       | Ontario Reign                |

## Trainerstab
- Trainer:  Joe Cook
- Manager:  Daniel Brennan
- Schatzmeister:  Corey Rastello
- Physiotherapeut:  Brian Brewster
- Betreuer:  Parker Elvy